# Hong Jin
Hong Jin (홍진?, 洪震?, Hong JinLR, Hong ChinMR; Seul, 27 agosto 1877 – Seul, 9 settembre 1946) è stato un politico sudcoreano.

## Biografia
Nato durante l'epoca del regno dinastico Joseon da una famiglia di origine yangban, prima di intraprendere la carriera politica svolge il ruolo di avvocato, sia nel settore privato che in quello governativo. In particolare, in quest'ultimo ruolo svolge le funzioni di procuratore e giudice.
Durante l'occupazione giapponese della penisola coreana è membro del governo provvisorio della Repubblica di Corea, diventandone il 4° presidente dal 7 luglio al 14 dicembre 1926. Durante il suo mandato, il governo provvisorio viene riconosciuto dalla Repubblica di Cina, dalla Francia e dalla Polonia. Il principale programma politico seguito da Jin consisteva nell'unità tra le fazioni del movimento per l'indipendenza coreana.
Nel 1928 istituisce ufficialmente il Partito per l'Indipendenza della Corea, supportato da Yi Dong-nyung e Kim Gu (rispettivamente predecessore e succesore alla carica di presidente del governo provvisorio della Repubblica di Corea). Per essere riuscito a far ottenere alla Corea del Sud l'indipendenza, nel 1962 viene insignito dal Governo dell'Ordine al merito della fondazione nazionale, dopo la sua morte, avvenuta nel 1946, a causa di una malattia cardiaca.